# Grafton (Nuevo Hampshire)
Grafton es un pueblo ubicado en el condado de Grafton en el estado estadounidense de Nuevo Hampshire. En el Censo de 2010 tenía una población de 1.340 habitantes y una densidad poblacional de 12,14 personas por km².

## Geografía
Grafton se encuentra ubicado en las coordenadas 43°34′36″N 71°57′45″O / 43.57667, -71.96250. Según la Oficina del Censo de los Estados Unidos, Grafton tiene una superficie total de 110.37 km², de la cual 107.95 km² corresponden a tierra firme y (2.19%) 2.42 km² es agua.

## Demografía
Según el censo de 2010, había 1.340 personas residiendo en Grafton. La densidad de población era de 12,14 hab./km². De los 1.340 habitantes, Grafton estaba compuesto por el 96.72% blancos, el 0.3% eran afroamericanos, el 0.22% eran amerindios, el 0.37% eran asiáticos, el 0% eran isleños del Pacífico, el 0.15% eran de otras razas y el 2.24% pertenecían a dos o más razas. Del total de la población el 1.49% eran hispanos o latinos de cualquier raza.